# 9289 Balau
9289 Balau eller 1981 QR3 är en asteroid i huvudbältet som upptäcktes den 26 augusti 1981 av den belgiske astronomen Henri Debehogne vid La Silla-observatoriet. Den är uppkallad efter Balau i Italien.
Asteroiden har en diameter på ungefär 6 kilometer och den tillhör asteroidgruppen Eunomia.